# اليونانية العامية المختلطة
كوينه باليونانية (κοινή -γλώσσα) اللغة العامة، وهي اللغة الإغريقية العامة من الحقبة الهلنستية وحتى العصر الرومي الإمبراطوري (نحو 300 ق. م حتى 600 م)، ولا تحسب لها اللغة الإغريقية في الأنتيك المتأخر (300 – 600 م).
كانت الإغريقية لغة التواصل الدولي لمئات السنين في المحيط الشرقي للبحر الأبيض المتوسط، وكانت منتشرة أيضاً في الجزء الغربي اللاتيني، وفي الدراسات اللغوية اليوم توصف بالكوينه (واللغة العامة) كل لهجة تقدر على تثبيت نفسها كمقياس معترف به عبر المناطق في مجموعة لغوية معينة (قارن مع لغة تواصل مشترك «لنغوا فرنكا»).

## التطور
نشأة الكوينه الإغريقية من تمازج اللهجات الإغريقية (الأتيكية، الدورية، الأيونية) خلال سنين حملات الإسكندر المقدوني، الذي طوّع قواده المقدونين والإغريق مناطق مختلفة من العالم المعروف. شكلت الاتيكية الأساس للكوينيه الإغريقية بسبب الوضع السياسي والثقافي الهام لأثينا في القرنين الرابع والخامس قبل الميلاد. فقد أدت توسعات الدولة المقدونية تحت الإسكندر المقدوني إلى جعل الإغريقية لغة التواصل العام، في جنوب أوروبا وبلاد الشام وحتى مصر البطلمية.
ولم تتراجع مكانة الكوينه الإغريقية في غرب آسيا ومصر حتى مع نشر اللاتينية عبر الروم، بعد احتلالهم مناطق شيوع الكوينه الإغريقية، والتي أقرت كلغة رسمية للدولة البيزنطية في العام 630 م، وهذا ما شكّل أساسا للغة الإغريقية في العصور الوسطى والحديثة.
تصنف الكوينه ضمن الإغريقية القديمة، لكنها تتمايز بوضوح عن الإغريقية الكلاسيكية كلغة سوفوكليس وأفلاطون، وتتمايز جوهرياً عن لغة الأوديسا والإلياذة لهوميروس، في عدة مناح منها التبسيط والقواعد الألفاظ.

## الإغريقية فيالكتاب المقدس
دوّنت نصوص الأناجيل باللغة الكوينه الإغريقية، لغة التواصل العامة، كما أن السبعونية هي ترجمة للتناخ بالكوينه نحو زمن كتابة الأناجيل، ومصدر اقتباساتها من التناخ، ويمكن هذا التدوين اللغوين من تتبع كيفية فهم الفقهاء اليهود للتناخ العبري، في الزمن قبيل العصور الميلادية، ويمكن ملاحظة ان الترجمة الكوينيه الإغريقية وضعت بشكل أدق وأكثر إحكاماُ.
وجدت في فلسطين منذ الحقبة الهيلينية مدنا إغريقية، كما أن النخبة المثقفة استخدمت الإغريقية، بينما تحدثت العامة الآرامية، ومن الشواهد الإنجيلية على وجود المستوطنات الإغريقية في شمال فلسطين هو ذكر المدن العشر (ديكابولس)
كذلك يشير إنجيل يوحنا (19: 20) لاستخدام الإغريقية، عند ذكره «حادثة صلب يسوع» واللوحة التي وضعها «بيلاطس» فوقه باللغات اللاتينية واليونانية والعبرية والتي تنص على «يسوع ملك اليهود»(يوحنا 19: 19)، ما يوضح انتشار الاغريقية كالغة تواصل، وقد سهلت هذه اللغة انتشار الديانة المسيحية الجديدة حيث دونت الأناجيل (البشارة بالاغريقية) بها مما مكن المسيحية من الانتشار سريعاً بين سكان مدن المشرق (لم يكن انتشار المسيحية سريعا في المناطق التي لم تتستخدم الكوينه الإغريقية).

## تعميم المصطلح
اعتماداً على استخدام مصطلح كوينه في اليونان، فقد عُمم هذا المصطلح عموماً على اللغات، التي تحولت إحدى لهجاتها إلى لهجة قياسية عامة موحدة.
بهذا المعنى يمكن فهم «الألمانية العليا» كلغة كوينيه، استخدمت كلغة قياسية في المجال اللهجوي الألماني، دون أن تمحق اللهجات الأخرى تماماً حتى الآن.